# Maflow
Maflow S.p.A. in Amministrazione Straordinaria è una società italiana che opera nel settore della componentistica automotive, progettando, costruendo e vendendo tubi di gomma vulcanizzata per impianti di climatizzazione, servosterzo e di trasmissione liquidi delle autovetture.
La società è leader europeo e mondiale del settore con rispettivamente il 28% e 11% delle quote di mercato. Occupa 3700 dipendenti di cui 408 in Italia dislocati in quattro siti produttivi, Trezzano sul Naviglio (299), Ascoli Piceno (150), Tychy e Chelmek (2000) più altri 1000 tra Messico, Brasile, Cina, Spagna, Francia, India,ecc...

## Storia
La società viene fondata con il nome di Murray da Giorgio Sommariva e dall'Ingegner Roberto Marchetti nel 1973 con sito a Milano, come fornitore di case automobilistiche americane di elementi per impianti di servosterzo e di tubi benzina: successivamente entra nel campo della creazione componenti per il condizionamento auto.
Nel 1999 Murray viene acquistata dal gruppo Manuli Rubber che la ridenomina Manuli Automotive Components S.p.A..
Nel 2004 la holding scorpora il ramo d'azienda automotive cedendolo al fondo di private equity Italian Lifestyle Partner promosso da Hirsch & co. di Mario De Benedetti, Jean François Aron e Stefano Cassina per 140 milioni di euro.
Dal 2007 la società sta affrontando una notevole crisi a causa dell'apertura di numerosi stabilimenti all'estero e dei debiti (140 milioni accertati dal Tribunale di Milano anche se alcune fonti sostengono che i 140 milioni siano solo l'esposizione italiana a fronte di 250 milioni in campo internazionale) che l'azionista ha contratto per le operazioni di cui prima e per l'acquisizione dalla precedente proprietà, e che ha riversato su Maflow stessa: questa situazione di precarietà e fragilità aziendale ha convinto BMW, il maggior cliente Maflow (a cui era destinato l'80% della produzione) a disdire gli ordinativi e ritirare le commesse, in quanto persisteva l'assenza di un piano industriale di rilancio, determinando, così, la cassa integrazione per gli operai.
L'11 maggio 2009 il Tribunale di Milano dichiara Maflow in stato di insolvenza e viene posta sotto commissariamento: la situazione evolverà il 30 luglio 2009 nell'apertura della procedura di amministrazione straordinaria.
Nel gennaio 2010 i lavoratori Maflow occupano lo stabilimento di Trezzano.
Dopo circa un anno e mezzo di Amministrazione Straordinaria - in cui lo stabilimento di Trezzano perde la quasi totalità delle commesse dei propri clienti, dubbiosi circa il destino dell'azienda - l'imprenditore polacco Boryszew compra MAFLOW, e il 2 ottobre 2010 parte MAFLOW Boryszew con soli 80 dipendenti su 320 a Trezzano.
240 dipendenti rimangono in CIGS e continuano la lotta iniziata nel 2009, questa volta per riportare in azienda le molte commesse perse nell'ultimo anno (soprattutto di BMW, 80% del fatturato) nella speranza che MAFLOW Boryszew si risollevi, cresca e possa riassumerli.
All'inizio dell'Estate del 2012, dopo mesi di lotte per il rilancio di MAFLOW Boryszew e di ricerche senza successo di un nuovo lavoro, si insinua fra i cassintegrati MAFLOW S.p.A. l'idea di costituire una Cooperativa, una Società di Mutuo Soccorso, in cui il lavoro invece che cercato all'esterno, dove non c'è, venga creato dall'interno, e permetta a tutti di sostenersi.
Viene individuato il settore in cui la Cooperativa debba lavorare, ecologico, quello del riciclo dei rifiuti, soprattutto tecnologici, ma non esclusivamente, e viene individuata una possibile collocazione presso il sito di Trezzano (di proprietà di Unicredit) dove è ormai chiaro che la "nuova" MAFLOW Boryszew sta morendo e dove non si prevede l'arrivo di altre aziende.
L'idea diventa più concreta e credibile a settembre 2012 quando anche il centro per l'impiego AFOL Sud Milano di Corsico, che già sta supportando i cassintegrati MAFLOW S.p.A. con interventi di riqualificazione, istituisce un nuovo ulteriore intervento di formazione e di supporto per il particolare percorso imprenditoriale intrapreso da coloro che vogliono costituirsi in Cooperativa.
A fine anno anche Regione Lombardia prende in considerazione i cassintegrati MAFLOW nell'ambito del proprio progetto di "Impresa Sociale come rescue-company".
Intanto, a dicembre 2012, dopo i due anni obbligatori "per contratto", senza avere mai attuato una strategia di rilancio dello stabilimento, dirottando le commesse riconquistate dalla lotta dei cassintegrati in altri stabilimenti del gruppo, Boryszew chiude anche l'ultimo residuo di MAFLOW a Trezzano.
A marzo 2013 nasce Ri-Maflow, cooperativa sociale ONLUS, fondata dagli ex-lavoratori di Maflow e di altre aziende in chiusura, oltre che da precari, disoccupati e pensionati, che si stabilisce sull'area della vecchia azienda e si occupa di riciclo e riconversione di rifiuti hi-tech, RAEE e altro.

## Attività
Oltre alle commesse di BMW per i modelli Serie 1, BMW Serie 3 e Z4, altri clienti di Maflow sono stati Fiat (Croma e Panda), Peugeot, Renault, Scania (tubazioni freno), Volkswagen e Volvo.
Nel 2008 ha fatturato 250 milioni di euro.